# آلکس مانوکیان
آلکس مانوکیان (ارمنی: Ալեք Թագվորի Մանուկեան؛ انگلیسی: Alexander "Alex" Manoogian؛ ۲۸ ژوئن ۱۹۰۱ – ۱۰ ژوئیهٔ ۱۹۹۶) بازرگان، کارآفرین، انسان‌دوست و مهندس صنایع ارمنی‌تبار اهل ایالات متحده آمریکا بود. در سال ۱۹۵۴ اختراع شیرآب اهرمی را ثبت کرد و انقلابی در صنعت لوله‌کشی به وجود آورد.

## جوایز
وی برندهٔ جوایزی همچون قهرمان ملی ارمنستان (۱۹۹۴) و مدال افتخار جزیره الیس (۱۹۹۰) شده است.

## نگارخانه

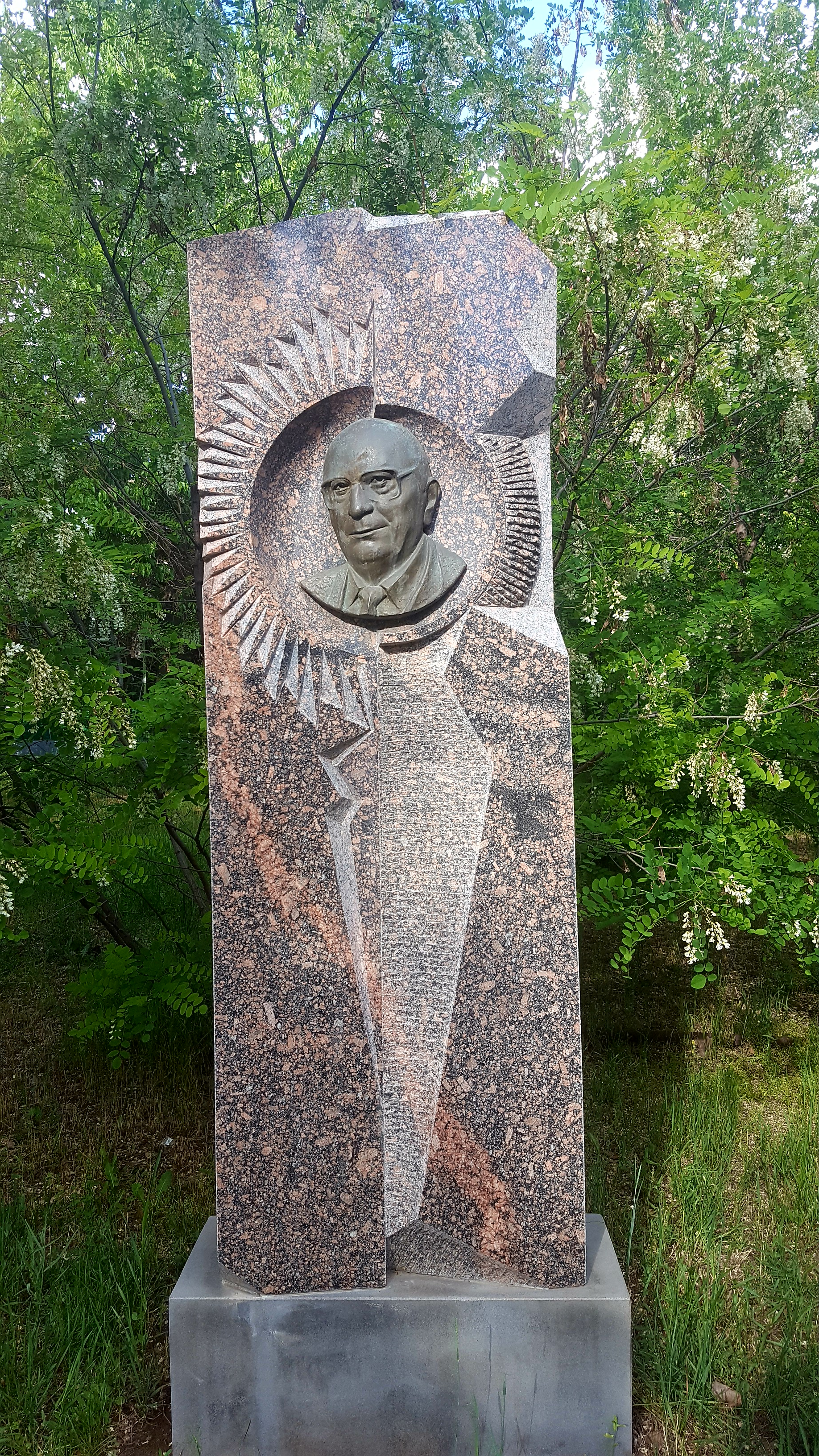